# Tournoi féminin de curling aux Jeux olympiques de 2014
Cet article traite de l'épreuve féminine. Pour la compétition masculine, voir Tournoi masculin de curling aux Jeux olympiques de 2014.
Navigation
Vancouver 2010 Pyeongchang 2018
Le tournoi féminin de curling aux Jeux olympiques d'hiver de 2014 se déroule du 10 au 20 février 2014 au Centre de curling Ice Cube à Sotchi (Russie) construit pour l'occasion. Sport de démonstration en 1932, 1988 et 1992 après avoir été sport officiel à l'édition 1924, il est aujourd'hui programmé comme sport olympique depuis 1998 à Nagano.

## Calendrier
| Calendrier des épreuves de curling | Calendrier des épreuves de curling | Calendrier des épreuves de curling | Calendrier des épreuves de curling | Calendrier des épreuves de curling | Calendrier des épreuves de curling | Calendrier des épreuves de curling | Calendrier des épreuves de curling | Calendrier des épreuves de curling | Calendrier des épreuves de curling | Calendrier des épreuves de curling | Calendrier des épreuves de curling | Calendrier des épreuves de curling | Calendrier des épreuves de curling | Calendrier des épreuves de curling | Calendrier des épreuves de curling | Calendrier des épreuves de curling | Calendrier des épreuves de curling | Calendrier des épreuves de curling |
| Février 2014                       | 6                                  | 7                                  | 8                                  | 9                                  | 10                                 | 11                                 | 12                                 | 13                                 | 14                                 | 15                                 | 16                                 | 17                                 | 18                                 | 19                                 | 20                                 | 21                                 | 22                                 | 23                                 |
| ---------------------------------- | ---------------------------------- | ---------------------------------- | ---------------------------------- | ---------------------------------- | ---------------------------------- | ---------------------------------- | ---------------------------------- | ---------------------------------- | ---------------------------------- | ---------------------------------- | ---------------------------------- | ---------------------------------- | ---------------------------------- | ---------------------------------- | ---------------------------------- | ---------------------------------- | ---------------------------------- | ---------------------------------- |
| Femmes                             |                                    |                                    |                                    |                                    | C                                  | C                                  | C                                  | C                                  | C                                  | C                                  | C                                  | C                                  |                                    | C                                  | ●                                  |                                    |                                    |                                    |

|   | Jour de l'épreuve |
| ● | Finale            |

## Équipes qualifiées
Les dix nations participantes regroupent neuf nations qualifiées plus le pays-hôte. Les qualifications se sont déroulées lors des championnats du monde 2012 et 2013 qui ont déterminé un classement mondial, les neuf premiers (à l'exception du Canada déjà qualifié) sont qualifiés.
| Canada | Chine | Corée du Sud | Danemark | États-Unis |
| --- | --- | --- | --- | --- |
| St. Vital Curling Club, Winnipeg Skip : Jennifer Jones Third : Kaitlyn Lawes Second : Jill Officer Lead : Dawn McEwen Remplaçante : Kirsten Wall | Harbin CC, Harbin Skip : Wang Bingyu Third : Liu Yin Second : Yue Qingshuang Lead : Zhou Yan Remplaçante : Jiang Yilun                         | Gyeonggi CC, Gyeonggi Skip : Kim Ji-sun Third : Lee Seul-bee Second : Shin Mi-sung Lead : Gim Un-chi Remplaçante : Lee Hyun-jung                | Hvidovre CC, Hvidovre Skip : Lene Nielsen Third : Helle Simonsen Second : Jeanne Ellegaard Lead : Maria Poulsen Remplaçante : Mette de Neergaard                          | Madison CC, Madison Skip : Erika Brown Third : Debbie McCormick Second : Jessica Schultz Lead : Ann Swisshelm Remplaçante : Allison Pottinger |
| Grande-Bretagne, | Japon | Russie | Suède | Suisse |
| Dunkeld CC, Pitlochry Skip : Eve Muirhead Third : Anna Sloan Second : Vicki Adams Lead : Claire Hamilton Remplaçante : Lauren Gray               | Sapporo CC, Sapporo Skip : Ayumi Ogasawara Third : Yumie Funayama Second : Kaho Onodera Lead : Michiko Tomabechi Remplaçante : Chinami Yoshida | Moskvitch CC, Moscou Skip : Anna Sidorova Third : Margarita Fomina Second : Laura Minarro Lead : Ekaterina Galkina Remplaçante : Nkeiruka Ezekh | Skellefteå CK, Skellefteå Fourth : Maria Prytz Third : Christina Bertrup Second : Maria Wennerström Lead : Margaretha Sigfridsson (skip) Remplaçante : Agnes Knochenhauer | Davos CK, Davos Skip : Mirjam Ott Third : Carmen Schäfer Second : Carmen Küng Lead : Janine Greiner Remplaçante : Alina Pätz                  |

## Résultats

### Premier tour
Le tableau suivant résume le classement des équipes à l'issue du 1er tour :
| Rang | Pays            | V | D | bp | bc | Manches gagnées | Manches perdues | Manches blanches | Tirs % |
| ---- | --------------- | - | - | -- | -- | --------------- | --------------- | ---------------- | ------ |
| 1    | Canada          | 9 | 0 | 72 | 40 | 42              | 27              | 12               | 86     |
| 2    | Suède           | 7 | 2 | 58 | 52 | 37              | 35              | 13               | 80     |
| 3    | Suisse          | 5 | 4 | 63 | 60 | 37              | 38              | 13               | 78     |
| 4    | Grande-Bretagne | 5 | 4 | 74 | 58 | 39              | 35              | 9                | 80     |
| 5    | Japon           | 4 | 5 | 59 | 67 | 39              | 41              | 4                | 76     |
| 6    | Danemark        | 4 | 5 | 57 | 56 | 34              | 40              | 12               | 78     |
| 7    | Chine           | 4 | 5 | 58 | 62 | 36              | 38              | 10               | 81     |
| 8    | Corée du Sud    | 3 | 6 | 60 | 65 | 35              | 37              | 10               | 79     |
| 9    | Russie          | 3 | 6 | 48 | 56 | 33              | 35              | 19               | 82     |
| 10   | États-Unis      | 1 | 8 | 42 | 75 | 33              | 40              | 8                | 76     |

Les quatre premières équipes en tête à la fin du premier tour sont qualifiées directement pour les demi-finales.
| Équipes | 1 | 2 | 3 | 4 | 5 | 6 | 7 | 8 | 9 | 10 | 11 | Total |
| ------- | - | - | - | - | - | - | - | - | - | -- | -- | ----- |
| Chine   | 0 | 0 | 0 | 1 | 0 | 1 | 0 | x | x | x  | x  | 2     |
| Canada  | 0 | 2 | 1 | 0 | 3 | 0 | 3 | x | x | x  | x  | 9     |

| Équipes    | 1 | 2 | 3 | 4 | 5 | 6 | 7 | 8 | 9 | 10 | 11 | Total |
| ---------- | - | - | - | - | - | - | - | - | - | -- | -- | ----- |
| Suisse     | 0 | 0 | 0 | 3 | 2 | 0 | 0 | 2 | 0 | x  | x  | 7     |
| États-Unis | 1 | 0 | 1 | 0 | 0 | 1 | 0 | 0 | 1 | x  | x  | 4     |

| Équipes         | 1 | 2 | 3 | 4 | 5 | 6 | 7 | 8 | 9 | 10 | 11 | Total |
| --------------- | - | - | - | - | - | - | - | - | - | -- | -- | ----- |
| Suède           | 0 | 1 | 2 | 0 | 0 | 0 | 2 | 0 | 1 | x  | x  | 6     |
| Grande-Bretagne | 0 | 0 | 0 | 1 | 1 | 1 | 0 | 1 | 0 | x  | x  | 4     |

| Équipes  | 1 | 2 | 3 | 4 | 5 | 6 | 7 | 8 | 9 | 10 | 11 | Total |
| -------- | - | - | - | - | - | - | - | - | - | -- | -- | ----- |
| Russie   | 0 | 0 | 1 | 2 | 1 | 0 | 0 | 0 | 2 | 1  | x  | 7     |
| Danemark | 0 | 1 | 0 | 0 | 0 | 1 | 1 | 1 | 0 | 0  | x  | 4     |

| Équipes  | 1 | 2 | 3 | 4 | 5 | 6 | 7 | 8 | 9 | 10 | 11 | Total |
| -------- | - | - | - | - | - | - | - | - | - | -- | -- | ----- |
| Suisse   | 1 | 0 | 2 | 0 | 0 | 2 | 0 | 1 | 0 | 1  | x  | 7     |
| Danemark | 0 | 1 | 0 | 2 | 0 | 0 | 1 | 0 | 2 | 0  | x  | 6     |

| Équipes | 1 | 2 | 3 | 4 | 5 | 6 | 7 | 8 | 9 | 10 | 11 | Total |
| ------- | - | - | - | - | - | - | - | - | - | -- | -- | ----- |
| Suède   | 0 | 0 | 1 | 0 | 1 | 0 | 1 | 0 | x | x  | x  | 3     |
| Canada  | 0 | 2 | 0 | 2 | 0 | 2 | 0 | 3 | x | x  | x  | 9     |

| Équipes    | 1 | 2 | 3 | 4 | 5 | 6 | 7 | 8 | 9 | 10 | 11 | Total |
| ---------- | - | - | - | - | - | - | - | - | - | -- | -- | ----- |
| Russie     | 0 | 1 | 0 | 2 | 2 | 0 | 2 | 0 | 2 | 0  | x  | 9     |
| États-Unis | 1 | 0 | 3 | 0 | 0 | 1 | 0 | 1 | 0 | 1  | x  | 7     |

| Équipes      | 1 | 2 | 3 | 4 | 5 | 6 | 7 | 8 | 9 | 10 | 11 | Total |
| ------------ | - | - | - | - | - | - | - | - | - | -- | -- | ----- |
| Corée du Sud | 0 | 2 | 0 | 2 | 0 | 3 | 0 | 2 | 1 | 2  | x  | 12    |
| Japon        | 2 | 0 | 1 | 0 | 2 | 0 | 2 | 0 | 0 | 0  | x  | 7     |

| Équipes         | 1 | 2 | 3 | 4 | 5 | 6 | 7 | 8 | 9 | 10 | 11 | Total |
| --------------- | - | - | - | - | - | - | - | - | - | -- | -- | ----- |
| Grande-Bretagne | 1 | 1 | 0 | 7 | 0 | 3 | x | x | x | x  | x  | 12    |
| États-Unis      | 0 | 0 | 1 | 0 | 2 | 0 | x | x | x | x  | x  | 3     |

| Équipes      | 1 | 2 | 3 | 4 | 5 | 6 | 7 | 8 | 9 | 10 | 11 | Total |
| ------------ | - | - | - | - | - | - | - | - | - | -- | -- | ----- |
| Corée du Sud | 0 | 1 | 0 | 1 | 0 | 0 | 2 | 0 | 2 | 0  | x  | 6     |
| Suisse       | 0 | 0 | 0 | 0 | 2 | 3 | 0 | 2 | 0 | 1  | x  | 8     |

| Équipes  | 1 | 2 | 3 | 4 | 5 | 6 | 7 | 8 | 9 | 10 | 11 | Total |
| -------- | - | - | - | - | - | - | - | - | - | -- | -- | ----- |
| Danemark | 0 | 0 | 0 | 0 | 1 | 0 | 2 | 0 | x | x  | x  | 3     |
| Japon    | 1 | 1 | 2 | 1 | 0 | 1 | 0 | 2 | x | x  | x  | 8     |

| Équipes | 1 | 2 | 3 | 4 | 5 | 6 | 7 | 8 | 9 | 10 | 11 | Total |
| ------- | - | - | - | - | - | - | - | - | - | -- | -- | ----- |
| Chine   | 0 | 0 | 1 | 0 | 0 | 2 | 0 | 3 | 0 | 1  | x  | 7     |
| Russie  | 0 | 2 | 0 | 1 | 0 | 0 | 1 | 0 | 1 | 0  | x  | 5     |

| Équipes | 1 | 2 | 3 | 4 | 5 | 6 | 7 | 8 | 9 | 10 | 11 | Total |
| ------- | - | - | - | - | - | - | - | - | - | -- | -- | ----- |
| Japon   | 0 | 2 | 0 | 0 | 1 | 1 | 1 | 0 | 1 | 2  | x  | 8     |
| Russie  | 0 | 0 | 1 | 1 | 0 | 0 | 0 | 2 | 0 | 0  | x  | 4     |

| Équipes    | 1 | 2 | 3 | 4 | 5 | 6 | 7 | 8 | 9 | 10 | 11 | Total |
| ---------- | - | - | - | - | - | - | - | - | - | -- | -- | ----- |
| États-Unis | 1 | 0 | 1 | 0 | 0 | 1 | 0 | 0 | 1 | 0  | x  | 4     |
| Chine      | 0 | 1 | 0 | 0 | 2 | 0 | 0 | 2 | 0 | 2  | x  | 7     |

| Équipes      | 1 | 2 | 3 | 4 | 5 | 6 | 7 | 8 | 9 | 10 | 11 | Total |
| ------------ | - | - | - | - | - | - | - | - | - | -- | -- | ----- |
| Corée du Sud | 0 | 1 | 0 | 1 | 0 | 1 | 0 | 0 | 1 | x  | x  | 4     |
| Suède        | 0 | 0 | 1 | 0 | 3 | 0 | 1 | 2 | 0 | x  | x  | 7     |

| Équipes         | 1 | 2 | 3 | 4 | 5 | 6 | 7 | 8 | 9 | 10 | 11 | Total |
| --------------- | - | - | - | - | - | - | - | - | - | -- | -- | ----- |
| Canada          | 1 | 0 | 2 | 0 | 3 | 0 | 1 | 0 | 1 | 1  | x  | 9     |
| Grande-Bretagne | 0 | 1 | 0 | 2 | 0 | 2 | 0 | 1 | 0 | 0  | x  | 6     |

| Équipes  | 1 | 2 | 3 | 4 | 5 | 6 | 7 | 8 | 9 | 10 | 11 | Total |
| -------- | - | - | - | - | - | - | - | - | - | -- | -- | ----- |
| Canada   | 1 | 0 | 2 | 1 | 0 | 0 | 1 | 0 | 3 | x  | x  | 8     |
| Danemark | 0 | 3 | 0 | 0 | 0 | 0 | 0 | 2 | 0 | x  | x  | 5     |

| Équipes         | 1 | 2 | 3 | 4 | 5 | 6 | 7 | 8 | 9 | 10 | 11 | Total |
| --------------- | - | - | - | - | - | - | - | - | - | -- | -- | ----- |
| Chine           | 2 | 0 | 1 | 0 | 1 | 0 | 1 | 0 | 2 | 0  | x  | 7     |
| Grande-Bretagne | 0 | 2 | 0 | 2 | 0 | 2 | 0 | 1 | 0 | 1  | x  | 8     |

| Équipes | 1 | 2 | 3 | 4 | 5 | 6 | 7 | 8 | 9 | 10 | 11 | Total |
| ------- | - | - | - | - | - | - | - | - | - | -- | -- | ----- |
| Suisse  | 0 | 1 | 0 | 2 | 0 | 3 | 0 | 0 | 2 | 0  | x  | 8     |
| Suède   | 1 | 0 | 3 | 0 | 3 | 0 | 1 | 0 | 0 | 1  | x  | 9     |

| Équipes  | 1 | 2 | 3 | 4 | 5 | 6 | 7 | 8 | 9 | 10 | 11 | Total |
| -------- | - | - | - | - | - | - | - | - | - | -- | -- | ----- |
| Suède    | 0 | 0 | 2 | 0 | 1 | 0 | 2 | 0 | 1 | 1  | x  | 7     |
| Danemark | 0 | 2 | 0 | 2 | 0 | 1 | 0 | 1 | 0 | 0  | x  | 6     |

| Équipes      | 1 | 2 | 3 | 4 | 5 | 6 | 7 | 8 | 9 | 10 | 11 | Total |
| ------------ | - | - | - | - | - | - | - | - | - | -- | -- | ----- |
| Russie       | 1 | 0 | 1 | 0 | 1 | 0 | 0 | 1 | 0 | x  | x  | 4     |
| Corée du Sud | 0 | 2 | 0 | 2 | 0 | 0 | 3 | 0 | 1 | x  | x  | 8     |

| Équipes | 1 | 2 | 3 | 4 | 5 | 6 | 7 | 8 | 9 | 10 | 11 | Total |
| ------- | - | - | - | - | - | - | - | - | - | -- | -- | ----- |
| Suisse  | 0 | 0 | 0 | 2 | 0 | 0 | 1 | 2 | 0 | x  | x  | 5     |
| Canada  | 0 | 1 | 1 | 0 | 2 | 1 | 0 | 0 | 3 | x  | x  | 8     |

| Équipes    | 1 | 2 | 3 | 4 | 5 | 6 | 7 | 8 | 9 | 10 | 11 | Total |
| ---------- | - | - | - | - | - | - | - | - | - | -- | -- | ----- |
| Japon      | 0 | 2 | 0 | 0 | 1 | 0 | 1 | 0 | 2 | 0  | x  | 6     |
| États-Unis | 1 | 0 | 1 | 2 | 0 | 1 | 0 | 2 | 0 | 1  | x  | 8     |

| Équipes      | 1 | 2 | 3 | 4 | 5 | 6 | 7 | 8 | 9 | 10 | 11 | Total |
| ------------ | - | - | - | - | - | - | - | - | - | -- | -- | ----- |
| Corée du Sud | 0 | 0 | 2 | 0 | 0 | 1 | 0 | 0 | x | x  | x  | 3     |
| Chine        | 0 | 3 | 0 | 0 | 3 | 0 | 3 | 2 | x | x  | x  | 11    |

| Équipes         | 1 | 2 | 3 | 4 | 5 | 6 | 7 | 8 | 9 | 10 | 11 | Total |
| --------------- | - | - | - | - | - | - | - | - | - | -- | -- | ----- |
| Grande-Bretagne | 2 | 0 | 2 | 1 | 0 | 2 | 5 | x | x | x  | x  | 12    |
| Japon           | 0 | 2 | 0 | 0 | 1 | 0 | 0 | x | x | x  | x  | 3     |

| Équipes    | 1 | 2 | 3 | 4 | 5 | 6 | 7 | 8 | 9 | 10 | 11 | Total |
| ---------- | - | - | - | - | - | - | - | - | - | -- | -- | ----- |
| États-Unis | 0 | 0 | 1 | 0 | 1 | 0 | 0 | 0 | x | x  | x  | 2     |
| Danemark   | 0 | 2 | 0 | 2 | 0 | 2 | 2 | 1 | x | x  | x  | 9     |

| Équipes | 1 | 2 | 3 | 4 | 5 | 6 | 7 | 8 | 9 | 10 | 11 | Total |
| ------- | - | - | - | - | - | - | - | - | - | -- | -- | ----- |
| Russie  | 0 | 2 | 0 | 0 | 0 | 2 | 0 | 0 | 2 | x  | x  | 6     |
| Suisse  | 1 | 0 | 0 | 1 | 0 | 0 | 0 | 1 | 0 | x  | x  | 3     |

| Équipes | 1 | 2 | 3 | 4 | 5 | 6 | 7 | 8 | 9 | 10 | 11 | Total |
| ------- | - | - | - | - | - | - | - | - | - | -- | -- | ----- |
| Canada  | 2 | 0 | 2 | 0 | 0 | 0 | 2 | 1 | 0 | 1  | x  | 8     |
| Japon   | 0 | 2 | 0 | 2 | 1 | 0 | 0 | 0 | 1 | 0  | x  | 6     |

| Équipes | 1 | 2 | 3 | 4 | 5 | 6 | 7 | 8 | 9 | 10 | 11 | Total |
| ------- | - | - | - | - | - | - | - | - | - | -- | -- | ----- |
| Chine   | 0 | 2 | 1 | 0 | 0 | 2 | 0 | 1 | 0 | 1  | x  | 7     |
| Suède   | 0 | 0 | 0 | 1 | 1 | 0 | 2 | 0 | 2 | 0  | x  | 6     |

| Équipes         | 1 | 2 | 3 | 4 | 5 | 6 | 7 | 8 | 9 | 10 | 11 | Total |
| --------------- | - | - | - | - | - | - | - | - | - | -- | -- | ----- |
| Grande-Bretagne | 0 | 3 | 0 | 1 | 1 | 0 | 2 | 0 | 0 | 3  | x  | 10    |
| Corée du Sud    | 2 | 0 | 0 | 0 | 0 | 2 | 0 | 2 | 2 | 0  | x  | 8     |

| Équipes    | 1 | 2 | 3 | 4 | 5 | 6 | 7 | 8 | 9 | 10 | 11 | Total |
| ---------- | - | - | - | - | - | - | - | - | - | -- | -- | ----- |
| États-Unis | 1 | 0 | 1 | 0 | 2 | 0 | 0 | 2 | 0 | 0  | x  | 6     |
| Suède      | 0 | 1 | 0 | 2 | 0 | 2 | 0 | 0 | 0 | 2  | x  | 7     |

| Équipes | 1 | 2 | 3 | 4 | 5 | 6 | 7 | 8 | 9 | 10 | 11 | Total |
| ------- | - | - | - | - | - | - | - | - | - | -- | -- | ----- |
| Canada  | 0 | 0 | 3 | 0 | 2 | 0 | 0 | 0 | 0 | x  | x  | 5     |
| Russie  | 0 | 1 | 0 | 1 | 0 | 0 | 0 | 0 | 1 | x  | x  | 3     |

| Équipes         | 1 | 2 | 3 | 4 | 5 | 6 | 7 | 8 | 9 | 10 | 11 | Total |
| --------------- | - | - | - | - | - | - | - | - | - | -- | -- | ----- |
| Grande-Bretagne | 1 | 0 | 0 | 0 | 1 | 0 | 2 | 0 | 2 | 0  | x  | 6     |
| Suisse          | 0 | 2 | 1 | 0 | 0 | 3 | 0 | 1 | 0 | 1  | x  | 8     |

| Équipes  | 1 | 2 | 3 | 4 | 5 | 6 | 7 | 8 | 9 | 10 | 11 | Total |
| -------- | - | - | - | - | - | - | - | - | - | -- | -- | ----- |
| Danemark | 0 | 2 | 0 | 1 | 2 | 0 | 0 | 0 | 3 | 1  | x  | 9     |
| Chine    | 2 | 0 | 2 | 0 | 0 | 1 | 0 | 1 | 0 | 0  | x  | 6     |

| Équipes      | 1 | 2 | 3 | 4 | 5 | 6 | 7 | 8 | 9 | 10 | 11 | Total |
| ------------ | - | - | - | - | - | - | - | - | - | -- | -- | ----- |
| Danemark     | 0 | 0 | 0 | 1 | 0 | 2 | 3 | 0 | 1 | 0  | x  | 7     |
| Corée du Sud | 0 | 1 | 0 | 0 | 1 | 0 | 0 | 1 | 0 | 1  | x  | 4     |

| Équipes | 1 | 2 | 3 | 4 | 5 | 6 | 7 | 8 | 9 | 10 | 11 | Total |
| ------- | - | - | - | - | - | - | - | - | - | -- | -- | ----- |
| Japon   | 0 | 0 | 2 | 1 | 2 | 0 | 2 | 0 | 0 | 0  | 2  | 9     |
| Suisse  | 1 | 1 | 0 | 0 | 0 | 3 | 0 | 0 | 1 | 1  | 0  | 7     |

| Équipes | 1 | 2 | 3 | 4 | 5 | 6 | 7 | 8 | 9 | 10 | 11 | Total |
| ------- | - | - | - | - | - | - | - | - | - | -- | -- | ----- |
| Suède   | 0 | 0 | 0 | 2 | 0 | 0 | 0 | 1 | 0 | 2  | x  | 5     |
| Russie  | 0 | 0 | 2 | 0 | 0 | 1 | 0 | 0 | 1 | 0  | x  | 4     |

| Équipes    | 1 | 2 | 3 | 4 | 5 | 6 | 7 | 8 | 9 | 10 | 11 | Total |
| ---------- | - | - | - | - | - | - | - | - | - | -- | -- | ----- |
| États-Unis | 0 | 0 | 3 | 0 | 1 | 0 | 0 | 1 | 0 | 1  | 0  | 6     |
| Canada     | 2 | 1 | 0 | 1 | 0 | 1 | 1 | 0 | 0 | 0  | 1  | 7     |

| Équipes         | 1 | 2 | 3 | 4 | 5 | 6 | 7 | 8 | 9 | 10 | 11 | Total |
| --------------- | - | - | - | - | - | - | - | - | - | -- | -- | ----- |
| Russie          | 0 | 0 | 2 | 0 | 0 | 1 | 0 | 0 | 3 | 0  | x  | 6     |
| Grande-Bretagne | 0 | 1 | 0 | 2 | 0 | 0 | 0 | 4 | 0 | 2  | x  | 9     |

| Équipes      | 1 | 2 | 3 | 4 | 5 | 6 | 7 | 8 | 9 | 10 | 11 | Total |
| ------------ | - | - | - | - | - | - | - | - | - | -- | -- | ----- |
| Corée du Sud | 4 | 1 | 0 | 2 | 2 | 0 | 2 | x | x | x  | x  | 11    |
| États-Unis   | 0 | 0 | 1 | 0 | 0 | 1 | 0 | x | x | x  | x  | 2     |

| Équipes | 1 | 2 | 3 | 4 | 5 | 6 | 7 | 8 | 9 | 10 | 11 | Total |
| ------- | - | - | - | - | - | - | - | - | - | -- | -- | ----- |
| Japon   | 2 | 0 | 1 | 0 | 2 | 0 | 1 | 0 | 2 | x  | x  | 8     |
| Chine   | 0 | 2 | 0 | 1 | 0 | 1 | 0 | 1 | 0 | x  | x  | 5     |

| Équipes | 1 | 2 | 3 | 4 | 5 | 6 | 7 | 8 | 9 | 10 | 11 | Total |
| ------- | - | - | - | - | - | - | - | - | - | -- | -- | ----- |
| Chine   | 0 | 0 | 2 | 1 | 0 | 1 | 0 | 0 | 2 | 0  | x  | 6     |
| Suisse  | 1 | 3 | 0 | 0 | 2 | 0 | 0 | 3 | 0 | 1  | x  | 10    |

| Équipes         | 1 | 2 | 3 | 4 | 5 | 6 | 7 | 8 | 9 | 10 | 11 | Total |
| --------------- | - | - | - | - | - | - | - | - | - | -- | -- | ----- |
| Danemark        | 2 | 0 | 0 | 0 | 0 | 2 | 0 | 0 | 0 | 3  | 1  | 8     |
| Grande-Bretagne | 0 | 0 | 1 | 2 | 0 | 0 | 3 | 1 | 0 | 0  | 0  | 7     |

| Équipes      | 1 | 2 | 3 | 4 | 5 | 6 | 7 | 8 | 9 | 10 | 11 | Total |
| ------------ | - | - | - | - | - | - | - | - | - | -- | -- | ----- |
| Canada       | 0 | 1 | 0 | 2 | 1 | 0 | 1 | 2 | 2 | x  | x  | 9     |
| Corée du Sud | 2 | 0 | 2 | 0 | 0 | 0 | 0 | 0 | 0 | x  | x  | 4     |

| Équipes | 1 | 2 | 3 | 4 | 5 | 6 | 7 | 8 | 9 | 10 | 11 | Total |
| ------- | - | - | - | - | - | - | - | - | - | -- | -- | ----- |
| Suède   | 0 | 2 | 0 | 2 | 1 | 0 | 0 | 2 | 1 | x  | x  | 8     |
| Japon   | 0 | 0 | 2 | 0 | 0 | 1 | 1 | 0 | 0 | x  | x  | 4     |

### Phase à élimination directe
|  | Demi-finales           | Demi-finales           |                        |   | Finale                 | Finale                 |
|  | Demi-finales           | Demi-finales           |                        |   | Finale                 | Finale                 |
|  |                        |                        |                        |   |                        |                        |
|  | 19 février 2014, 14:00 | 19 février 2014, 14:00 |                        |   | 20 février 2014, 17:30 | 20 février 2014, 17:30 |
|  | 19 février 2014, 14:00 | 19 février 2014, 14:00 |                        |   | 20 février 2014, 17:30 | 20 février 2014, 17:30 |
|  | 1er Canada             | 6                      |                        |   | 20 février 2014, 17:30 | 20 février 2014, 17:30 |
|  | 1er Canada             | 6                      |                        |   | 20 février 2014, 17:30 | 20 février 2014, 17:30 |
|  | 4e Grande-Bretagne     | 4                      |                        |   | 20 février 2014, 17:30 | 20 février 2014, 17:30 |
|  | 4e Grande-Bretagne     | 4                      | Canada                 | 6 |                        |                        |
|  | 19 février 2014, 14:00 |                        | Canada                 | 6 |                        |                        |
|  |                        | Suède                  | 3                      |   |                        |                        |
|  | 2e Suède               | Suède                  | 3                      | 7 |                        |                        |
|  | 2e Suède               |                        |                        | 7 |                        |                        |
|  | 3e Suisse              | 5                      |                        |   |                        |                        |
|  | 3e Suisse              | 5                      | Match pour la 3e place |   |                        |                        |
|  |                        |                        |                        |   |                        |                        |
|  | 20 février 2014, 12:30 |                        |                        |   |                        |                        |
|  |                        |                        |                        |   |                        |                        |
|  | Grande-Bretagne        | 6                      |                        |   |                        |                        |
|  | Grande-Bretagne        | 6                      |                        |   |                        |                        |
|  | Suisse                 | 5                      |                        |   |                        |                        |
|  | Suisse                 | 5                      |                        |   |                        |                        |

#### Demi-finales
Les demi-finales sont disputées le mercredi 19 février à 19h00.
| Équipes            | 1 | 2 | 3 | 4 | 5 | 6 | 7 | 8 | 9 | 10 | 11 | Total |
| ------------------ | - | - | - | - | - | - | - | - | - | -- | -- | ----- |
| 1er Canada         | 2 | 1 | 0 | 1 | 0 | 1 | 0 | 0 | 0 | 1  | x  | 6     |
| 4e Grande-Bretagne | 0 | 0 | 2 | 0 | 1 | 0 | 0 | 0 | 1 | 0  | x  | 4     |

| Équipes   | 1 | 2 | 3 | 4 | 5 | 6 | 7 | 8 | 9 | 10 | 11 | Total |
| --------- | - | - | - | - | - | - | - | - | - | -- | -- | ----- |
| 2e Suède  | 1 | 0 | 2 | 0 | 0 | 0 | 1 | 0 | 2 | 1  | x  | 7     |
| 3e Suisse | 0 | 2 | 0 | 0 | 1 | 0 | 0 | 2 | 0 | 0  | x  | 5     |

#### Match pour la médaille de bronze
Le match pour la médaille de bronze est disputé le vendredi 20 février 2014 à 12h30.
| Équipes         | 1 | 2 | 3 | 4 | 5 | 6 | 7 | 8 | 9 | 10 | 11 | Total |
| --------------- | - | - | - | - | - | - | - | - | - | -- | -- | ----- |
| Grande-Bretagne | 0 | 0 | 1 | 0 | 2 | 0 | 0 | 2 | 0 | 1  | x  | 6     |
| Suisse          | 0 | 2 | 0 | 1 | 0 | 1 | 0 | 0 | 1 | 0  | x  | 5     |

#### Finale
La finale est disputée le vendredi 20 février 2014 à 17h30.
| Équipes | 1 | 2 | 3 | 4 | 5 | 6 | 7 | 8 | 9 | 10 | 11 | Total |
| ------- | - | - | - | - | - | - | - | - | - | -- | -- | ----- |
| Canada  | 1 | 0 | 0 | 2 | 0 | 0 | 0 | 1 | 2 | 0  | x  | 6     |
| Suède   | 0 | 1 | 0 | 0 | 2 | 0 | 0 | 0 | 0 | 0  | x  | 3     |

## Podium
| Or     | Argent | Bronze      |
| Canada | Suède  | Royaume-Uni |